# 前田武彦
前田 武彦（まえだ たけひこ、1929年〈昭和4年〉4月3日 - 2011年〈平成23年〉8月5日）は、日本の男性タレント・放送作家・テレビ司会者。三桂所属。愛称はマエタケ。

## 人物
1960年代、それまで台本を読み上げる形式が一般的だった放送司会に「フリートーク」「楽屋オチ」「世間話」といった手法を持ち込み、最盛期にはその毒舌と絶妙な話術から「フリートークの天才」と呼ばれた。
司会や脚本家のほか、作詞家として平井和正原作のアニメ『エイトマン』の主題歌の作詞（萩原哲晶作曲、克美しげる歌唱）もしている。血液型はA型。趣味はヨットで、ヨット関係の月刊誌に連載コラムをもっていた。

## 生涯

### 生い立ちから放送作家へ
1929年、東京府東京市芝（現在の東京都港区芝）に生まれる。太平洋戦争中は予科練に1年半在隊。敗戦翌年の1946年に開校した鎌倉アカデミア演劇科に第1期生として入学した。同期生にはいずみたく・勝田久・津上忠、1年下に高松英郎がおり、村山知義や服部之総に学んだ。同科卒業後は立教大学経済学部経営学科に入学するも中退した。
様々な職業を転々としながら、1953年のテレビ開局間もないNHKの放送作家となり、ラジオやテレビの台本を書くようになった。テレビについては放送開始当初から構成作家として活動した。メインライターとして立ち上げたバラエティ番組は『魅惑の宵』『シャボン玉ホリデー』。テレビドラマは『シャボン玉ミコちゃん』などがある。

### 司会者
1960年代に入ってからはタレント活動が本業となり、洋楽チャート番組『東芝ヒットパレード』（TBSラジオ）など、ラジオ番組のパーソナリティを務めた。1968年から放送した『夜のヒットスタジオ』（フジテレビ）では司会者を務め、マエタケの愛称で呼ばれ、人気を博す。同番組は前田の毒舌で若手女性歌手を度々泣かせることがあり、自称「あだ名の名人」として、共に司会を務めていた芳村真理を始め、スタッフや出演者に数多くのニックネームを付けた。
1969年11月9日、立川談志の降板を受けて、談志の推薦でテレビ番組『笑点』（日本テレビ）の司会に就任。翌年12月まで務めた。オファーを受けたきっかけは談志が司会を務めたテレビ番組『夜の笑待席』（日本テレビ）で漫才を披露した縁であった。それ以前は笑点の芸能人大喜利大会にゲスト出演したことがある。同番組では新オープニングテーマ（中村八大作曲）の作詞を行った。大喜利メンバーがカラフルな着物を着るようになったのは前田が司会を務めてからである。前田は落語家ではなかった為、番組はバラエティ色を強くしていった。前田は短期間の約束で司会を引き受けたが、この時期の『笑点』は視聴率が安定していた上、ブラックユーモアや下ネタ等、汚い言葉や下品な発言などが多かった談志とは違い、上品ながらもウィットや機智に満ちた司会ぶりで、現場の関係者や視聴者からの評価も上々であった。その為、前田はスケジュールの都合で降板するまでの約1年に渡って司会を務めた。しかしその反面、番組内ではやり取りを巡り、レギュラー出演者である回答者との間には考え方の相違があり、亀裂が決定的な物となった出来事として、ある日の収録時に、歌丸やこん平の回答を「品位に欠ける」として収録中にも関わらず咎めるという事件があり、収録が中断する事態となった。この一件で歌丸を含めた回答者が、前田を降板させなければ自分たちがまた番組を降りると宣言し、これが1年での司会降板に繋がったと言われている。前田は後々リスクになってもいいと思って、自分のわがままで勝手に降りてしまったということを述べている。『笑点』の歴代司会者で本名で司会を担当した人物は前田のみである。
大橋巨泉とのコンビで『巨泉・前武ゲバゲバ90分!』（日本テレビ、1969年 - 1971年）、『ゴールデン洋画劇場』（フジテレビ）の初代映画解説者（1971年 - 1973年）を務め、タレントとして絶頂期を迎えることとなる。

### 共産党応援とテレビ局の報復
1973年夏、参議院議員選挙 大阪府選挙区補選で、前田は日本共産党公認の沓脱タケ子を応援。最初は「沓脱さんと言う人をあまり良く知らないし、あまり面白くないなあ」と乗り気ではなかったが「会って激励するくらいなら」として引き受けた。大阪に着くや否や出迎えていた運動員や支援者らに乗せられるがまま、応援演説もやる羽目になったという。応援演説中に「沓脱さんが当選したら、当日の夜ヒットでバンザイをします」と発言。沓脱は自民党公認の森下泰を1万票余の差で破り当選。前田は約束を守り、番組のエンディングで万歳をした。
直後は特に問題にならなかったが、この選挙が国政補欠選挙で共産党候補が自民党候補を初めて破った選挙で、右派の週刊サンケイが「マエタケ、共産党候補当選にバンザイ」と記事にしたことなどから騒動に発展。それが反共・右派である鹿内信隆の逆鱗に触れ、同年秋には夜ヒットの司会降板に繋がった。その後は他の出演番組も降板。番組が打ち切りになることが相次ぎ、前田はその後、数年間に渡って、メディア出演の機会を失った。その一方で、ラジオの平日帯 朝ワイド番組『マエタケの朝は自由大通り』（文化放送）のパーソナリティを1978年4月から1979年12月まで務めた。

### メディア出演復帰
1980年代前半、『朝のホットライン』（TBSテレビ）にお天気キャスターとして出演。「お天気マン」と呼ばれ、テレビ出演の機会を徐々に増やしていった。俳優としては映画『釣りバカ日誌』シリーズ（松竹）『想い出づくり。』（TBS）に出演した。
TBSでは1982年以降、『朝のホットライン』のお天気マン、『（森本ワイド）モーニングEye』（森本毅郎・池田裕子・山本文郎・長峰由紀が司会の頃）、『関口宏のサンデーモーニング』『スーパーワイド』のコメンテーター、『そこが知りたい』の司会など多数出演した。
『夜ヒット』は番組降板後、長期に渡って出演しなかった。1988年2月、放送1000回特番にゲスト出演。15年振りに芳村真理と共演した。同年11月の放送20周年特集にも初代司会者として芳村と共に出演して、1990年10月の最終回スペシャルにも歴代司会者と共にゲスト出演した。
1999年に70歳を迎え、東京・六本木のディスコ「ヴェルファーレ」で古稀祝いパーティーを開催。巨泉、芳村、堺正章、愛川欽也・うつみ宮土理夫妻など、かつて共に仕事をした芸能人がパーティーの発起人として名を連ねた。

### 死去
2011年8月5日午前11時16分　肺炎の為、東京都内の病院で死去。82歳没。生前最後の仕事は亡くなる約1か月前の同年7月16日に放送した『土曜ワイドラジオTOKYO 永六輔その新世界』（TBSラジオ）のゲスト出演だった。最後のテレビ出演は2010年5月23日に放映した『ボクらの時代』（フジテレビ）の小沢昭一と大橋巨泉との対談であった。
前田の死去を受けて、『巨泉・前武ゲバゲバ90分!』で共演した巨泉は「ボクにとっては良き先輩、影響を受けた人」。同じく共演した萩本欽一は「教科書のような存在でボクにとっては大きかった人」と故人を偲ぶコメントを発表した。『笑点』の前任司会者の談志も週刊現代の連載「立川談志の時事放談 『いや、はや、ドーモ』」で前田を偲んだが、談志は同年11月にこの世を去った。孫がいた。

## エピソード
戦時中、特攻兵器「蛟龍」の搭乗員となるべく猛訓練を受けた。これについては出演したテレビ番組で「（自分の受けた訓練は）優しさなんか一つも無かった。死んでいく人間に対して棒で殴ったりしていた」「（戦争を）最後までやるのかと思っていたら終わってしまった」と首を傾げながら当時の心境を述べた。海軍通信兵だった前田は手旗信号を判読することができた。

## 出演

### テレビ番組
- マネましょう当てまショー（司会：1963年1月 - 6月、日本テレビ）
- 象印歌のタイトルマッチ（審査員：1965年頃、日本教育テレビ（現：テレビ朝日）
- おはよう前田武彦です（司会：1965年10月 - 1966年3月、フジテレビ）
- お昼のゴールデンショー（総合司会：1968年4月 - 1969年6月、フジテレビ）
- 夜のヒットスタジオ（初代司会者：1968年11月 - 1973年9月、フジテレビ）
- ゴールデン洋画劇場（初代解説者：1971年4月 - 1973年6月、フジテレビ）
- テレビナイトショー（司会：1969年4月 - ?、フジテレビ）
- 前田武彦の天下のライバル（司会：1969年4月 - 9月、日本テレビ）
- マエタケ大放送（司会：1969年4月 - 9月、TBSテレビ）
- 巨泉・前武ゲバゲバ90分!（総合司会：1969年10月 - 1971年3月（中断有り）、日本テレビ）
- 笑点（2代目司会者：1969年11月 - 1970年12月13日、日テレ）
- 夢の世界旅行 クイズジャンボ（司会 1970年、TBSテレビ）
- おやじバンザイ（2代目司会者：1970年10月 - 1973年3月、朝日放送）
- マチャアキ・前武・始まるョ!（1971年4月 - 9月、日本テレビ）
- 前武のヤングアップ（司会：1972年10月 - 1977年9月、日本教育テレビ（現：テレビ朝日）。後期は降板）
- お見合い4対1（司会：1972年10月 - 1973年3月、日本テレビ）
- 思い出のヒット曲（司会：1973年4月 - 1973年9月、東京12チャンネル（現・テレビ東京））
- カップル誕生（司会：1975年10月3日 - 1976年7月9日、東京12チャンネル（現・テレビ東京））
- 喝采!スクリーン（司会：1976年4月 - 6月、朝日放送）
- 歌謡ハラハラサンデー（1977年 - 1978年、テレビ朝日、「ハラハラ大法廷」の裁判長役）
- 近眼ママ恋のかけひき（土曜グランド劇場、1977年、日本テレビ）
- 笑アップ歌謡大作戦（1979年 - 1981年、テレビ朝日、2代目校長）
- 日本歌謡大賞（1970年・第1回 - 1972年・第3回総合司会）
- 朝のホットライン（天気予報(お天気マン)担当：1982年 - 1987年9月、TBSテレビ）
- 森本ワイド モーニングEye（金曜日コメンテーター：1985年 - 1989年頃、TBSテレビ）
- 想い出づくり。（金曜ドラマ、1981年、TBSテレビ） - 佐伯賢作
- 森田一義アワー 笑っていいとも!（テレフォンショッキングゲスト：1986年7月9日など、フジテレビ）
- 美味しいテレビ9トゥ10（司会：1986年12月 - 1987年3月、日本テレビ）
- クイズダービー（ゲスト解答者：1987年7月18日、TBSテレビ）
- 関口宏のサンデーモーニング（コメンテーター：1987年10月 - 、不定期）
- TVブックメーカー（オッズメーカー役：1991年4月 - 1992年3月、フジテレビ）
- そこが知りたい（司会：1987年10月 - 1993年、TBSテレビ）
- 今夜は最高!（1987年、日本テレビ）
- 火曜サスペンス劇場（日本テレビ系）
  - 「虚構の空路」（1987年12月、大映映像）
  - 「再会・殺意の方程式」（1988年12月、大映映像） - 編集長
- 男と女のミステリー「名古屋嫁入り物語2」（1990年3月、東海テレビ）
- スーパーワイド（金曜日コメンテーター：1992年10月 - 1995年3月、TBSテレビ）
- 元気増進！ 健康堂本舗（1993年10月13日 - 1994年09月07日、テレビ東京）
- 清左衛門残日録（1993年） - 三宅藤右衛門
- 三毛猫ホームズの推理（1998年9月、テレビ朝日）

### ラジオ番組
- 東芝ヒットパレード（パーソナリティ：1963年 - 1973年9月、TBSラジオ）
- ハローナイト（パーソナリティ：1987年10月 - 1988年9月、TBSラジオ）
- 全国歌謡リクエスト合戦（文化放送）
- マエタケの朝は自由大通り（パーソナリティ：1978年4月3日 - 1979年12月28日、文化放送）
- フレッシュイン東芝 ヤング・ヤング・ヤング（パーソナリティ：1961年11月1日 - 1973年9月28日、ニッポン放送）
- 昨日のつづき（パーソナリティ：時期不詳 - 1971年4月、ラジオ関東（現：ラジオ日本）
- 前田武彦のかしましジャーナル（パーソナリティ：1996年10月7日 - 1997年10月2日、ラジオ日本）

### 映画
- 千夜一夜物語  - 競馬シーンの観客（声優）
- 恋の大冒険（1970年、東宝）-迷竹ラーメン社長
- 男はつらいよ 私の寅さん（1973年、松竹） - 柳文彦
- 金環蝕（1975年、東宝） - 島田
- 吾輩は猫である（1975年、東宝） - 八木独仙
- 東京大空襲 ガラスのうさぎ（1979年、共同映画全国系列会議） - 住職
- ションベン・ライダー（1983年、東宝） - デブナガの父親
- 晴れ、ときどき殺人（1984年、東映）
- 青春デンデケデケデケ（1992年、東映） - 羽島三郎
- 祝辞（1985年、松竹） - 谷村部長
- ドン松五郎の生活（1986年、東宝） - テレビ司会者
- 愛しのチィパッパ（1986年、松竹）
- 釣りバカ日誌シリーズ 1 - 9（1988 - 1996年、松竹）
- 平成金融道 マルヒの女（2000年、東映）
- 借王（シャッキング）8 狙われた学園（2001年、日活） - 私立讃徳学園 学園理事長 相原肇

### CM・広告
- 東芝
- 太田胃散
- ニドーインターナショナル

### その他
- 東京こどもクラブ（おはなしの朗読など）

## 作詞
- シャボン玉ホリデー（1961年 日本テレビ系バラエティ主題歌、作曲：宮川泰、歌唱：ザ・ピーナッツ）
- エイトマン（1963年 TBS系アニメ主題歌、作曲：萩原哲晶、歌唱：克美しげる）
- ヤングセブン（1964年 東芝トランジスタラジオのヤングセブン　CMソング　作曲：三保敬太郎、歌唱：ジェリー藤尾）
- エリートのうた（1965年 週刊少年キング連載漫画『エリート』イメージソング、作曲：萩原哲晶、歌唱：ザ・シャデラックス）
- 笑点のテーマ（1969年 日本テレビ系演芸番組テーマ、作曲：中村八大）
- エイトマン・タツノリ（1981年 原辰徳応援歌、作編曲：萩原哲晶、歌唱：ビリーとスーパーヒーローズ）

## 著書

### 単独
- 『アイデア話術 人をひきつけ、愛される 私が成功したやり方』ベストセラーズ 1969年
- 『毒舌教室 日ごろのウップンを晴らす本』光文社カッパ・ブックス 1969年
- 『夜のヒットスタジオ ぼくのスター名鑑』新人物往来社 1969年
- 『お天気おじさんマエタケの天気図を読む本 TV・新聞の天気図がおもしろ〜い』日本実業出版社 エスカルゴ・ブックス　1984年
- 『私も髪では苦労した 男は頭髪で勝負する』ごま書房 ゴマ生活ブックス 1996年
- 『マエタケのテレビ半生記』いそっぷ社 2003年

### 共著
- 『話のタネ本』樋口清之,高木重朗共著 ごま書房 ゴマブックス 1973年
- 『タケロー・タケヒコの本音斬り』森本毅郎共著 グラフ社 1985年
- （関根勤と共著）『前武・関根のおしゃべりに会いたくて-しゃべリスト養成講座』ゴマブックス、2001年